# Övergödning

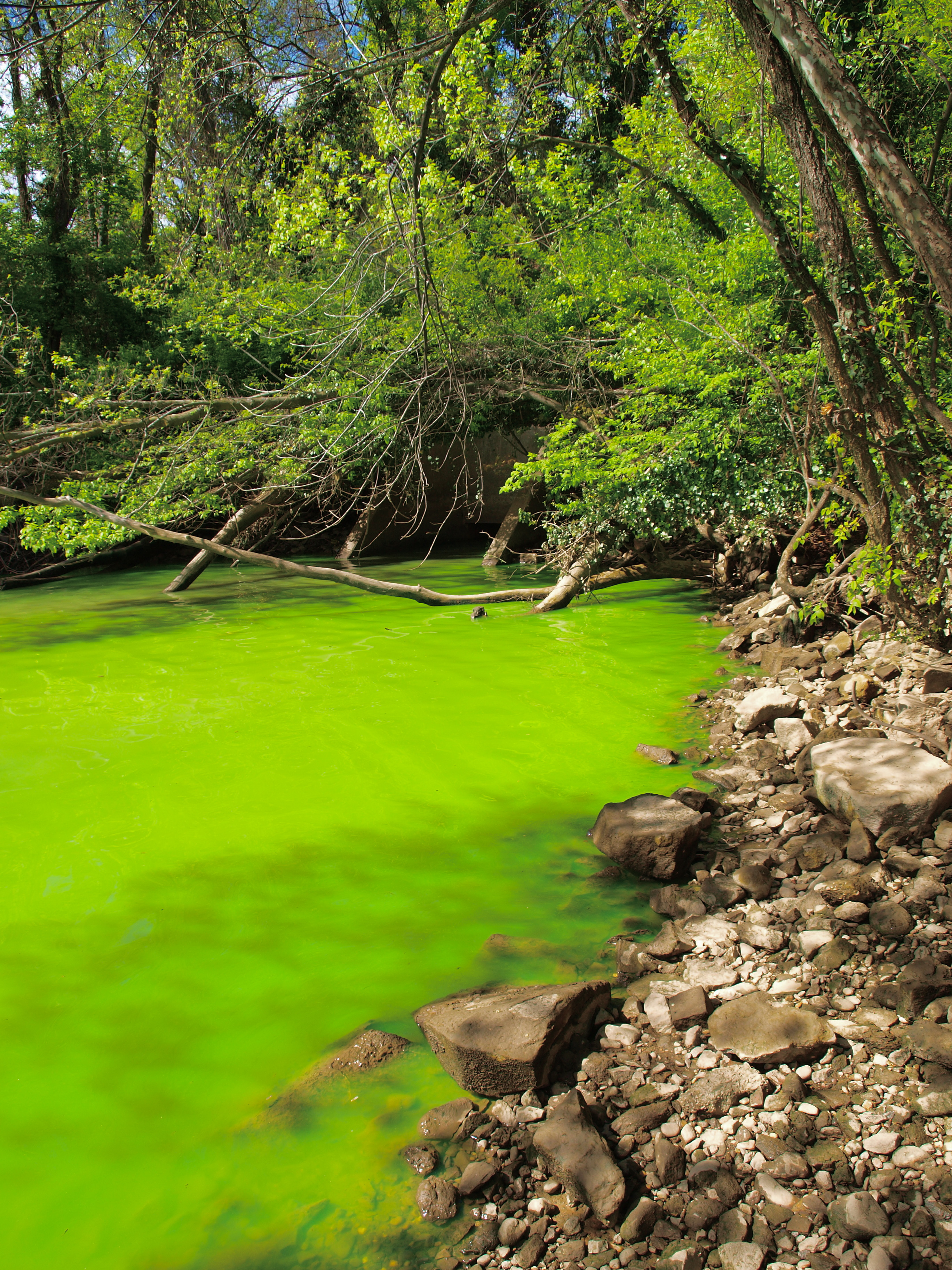
Övergödning i Potomac River i USA.

Övergödning, eutrofiering, uppstår på grund av utsläpp av för mycket gödande växtnäringsämnen, så som kväve och fosfor, i mark och vattendrag. I sjöar och hav kan primärproduktionen öka med algblomning och påföljande syrgasbrist. Övergödning ökar igenväxningstakten av sjöar och gör så att sjön snabbare övergår i en våtmark. Kväveoxider och fosfater anses spela en viktig roll i övergödningen. Naturvårdsverket klassar övergödning som det absolut största hotet mot havsmiljön. Att begränsa övergödningen ingår också i svenska statens miljömål för en bättre miljö. Djur har svårt att andas och måste simma upp till ytan beroende på syrebristen p.g.a. övergödningen.

## Mekanismer
Övergödning uppstår som en följd när överflödiga näringsämnen (kväve och fosfor) sköljs ned i närliggande vatten. Den ökade halten näringsämnen leder till en ökad algblomning och igenväxning. När dessa organismer dör bryter bakterier ner dem, bakterierna konsumerar syret i vattnet och kan orsaka suboxi det vill säga syrebrist. 
Fosfor gynnar tillväxt och nedbrytning, och är därför nödvändigt för att växter ska växa. En för hög halt fosfor gynnar enklare plankton och växter. Överrepresentationen av simplare organismer konkurrerar ut mer komplexa organismer vilket i sin tur sänker vattnets kvalitet. 
1. Ökad näringstillförsel
2. Hög produktion av organiskt material (primärproduktion) som sedimenterar
3. Hög nedbrytning
4. Hög syrgaskonsumtion
5. Suboxi → fiskdöd
6. Kväve och fosfor avges från sedimenten → mer kväve och fosfor till vattenfasen → ökad övergödning
7. Ändrad artsammansättning 

### Naturlig övergödning
Övergödning förknippas ofta med mänsklig aktivitet, men kan även vara en naturlig process. Naturlig övergödning förekommer i många sjöar, som en följd av klimatförändring och geologi. Vissa sjöar visar också en motsatt trend där mängden näringsämnen i sjön minskar med tiden.  Däremot är naturlig övergödning en mycket långsammare process än människoorsakad övergödning. 
Många sjöar som tidigare varit övergödda på grund av externa faktorer, exempelvis utsläpp från jordbruk, har fortfarande mycket fosfor i sedimenten. Denna fosfor riskerar att frigöras till den fria vattenmassan genom internbelastning.

### Sötvatten
När alger dör förmultnar de och mikroorganismer bryter ner de organiskt bundna näringsämnena och frigör dem i sin oorganiska form. Denna process sänker syrehalten i vattnet vilket kan leda till bland annat fiskdöd och en minskad biodiversitet. Den ökade vegetationen gör vattnet grumligt vilket gör att ljusgenomsläppet i sjön blir sämre, detta påverkar dels bottenväxter som inte kan genomföra fotosyntes, samt så påverkas de djur som använder sin syn för att hitta föda.
En organism som frodas i övergödda vatten är cyanobakterien även känd som den blågröna algen, den är giftig att förtära och kan orsaka hälsoproblem om den kommer i kontakt med dricksvatten.

### Hav
Övergödning förekommer förutom i sjöar och vattendrag även längs kuster i haven. Till skillnad från sötvattensystem är det kväve som i högst grad påverkar övergödning i saltvatten. Estuarium brukar vara naturligt övergödda på grund av att näringsämnen är koncentrerade vid floders utlopp. En annan bidragande faktor till den naturliga övergödningen är att näringsrikt vatten från havsbottnen väller upp i kustsystemen.

## Konsekvenser

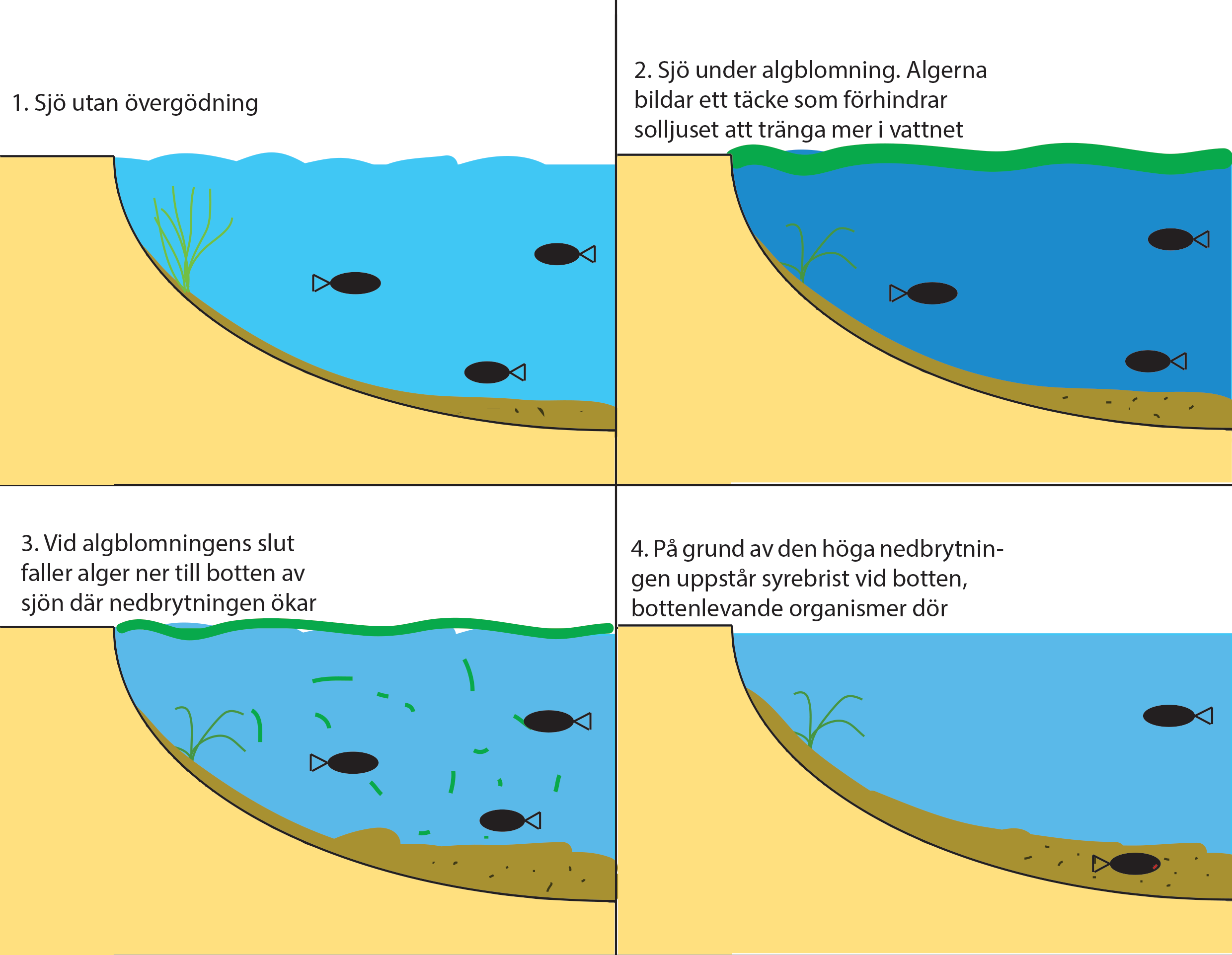
En övergripande illustration över hur övergödning resulterar i bottendöd.

Övergödning ses som ett stort miljöproblem, och inkluderas i ett av Sveriges miljömål (nr 7): Ingen övergödning. Då en naturligt näringsrik sjö får ytterligare tillskott på näring på grund av mänsklig inverkan finns risk att algblomningen ökar ytterligare mot vad den hade gjort under naturliga omständigheter.

### Syrebrist och bottendöd
En ökad primärproduktion i en akvatisk miljö (hav, sjö eller vattendrag) leder till en stor andel växtalger som lägger sig i ett lager på ytan. När växtalgerna sedan dör så sjunker de till botten där de bryts ned av mikroorganismer. Denna nedbrytning är till stor del aerob. Nedbrytning sker naturligt, men under inverkan av övergödning blir den så stor att den ofta leder till syrebrist vid bottenskiktet. Detta leder till att de organismer som lever på botten, och är i behov av syre, dör ut.

### Biologisk mångfald
Det faktum att algblomningen gör vattnet grumligt gör det inte bara otrevligt att bada i, det gör även att vattnet blir mindre genomsläppligt för ljus. Detta drabbar undervattensväxter, som inte får tillräckligt mycket solljus för sin fotosyntes. Som en ytterligare konsekvens av detta kan de organismer som lever i symbios med dessa växer påverkas negativt. 
Den biologiska mångfalden kan även störas genom att den ökade näringshalten är fördelaktig för vissa organismer, som därför får ett övertag över de som organismer som trivts bra i den miljö som sjön eller havet varit i tidigare. Detta kan leda till att en del arter slås ut. 

### Gifter
Vissa av de växtplankton som mångdubblas under algblomningen utsöndrar gifter, skadliga för både växter och djur, och i vissa fall människor. Giftet kan även ackumuleras genom näringskedjan, vilket resulterar i att arter högt upp i näringskedjan drabbas hårt.  Det rekommenderas att inte dricka vatten med algblomning, eller använda det till matlagning.

## Orsaker

### Avlopp
Avloppsvatten innehåller stora mängder kväve och fosfor från, bland annat, urin och fekalier. Utsläppen från avlopp varierar beroende på hur avloppsvattnet renas. Fosfor kan renas relativt enkelt i de större svenska reningsverken genom att få det att bilda klumpar på kemisk väg som sedan kan tas bort. Kväve brukar däremot renas på biologisk väg i dammar med bakterier som lever på både fosfor och kväve. Utsläpp från enskilda avlopp renas ofta genom att låta avloppet filtrera genom jorden.
I Sverige står reningsverken för 21 % av den mänskligt orsakade kvävetillförseln och 24 % av fosfortillförseln till kustvattnet. Cirka 70 000 bostäder i Södra Östersjöns vattendistrikt antas vara kopplade till enskilda avlopp och står för 2 % av den mänskligt orsakade kvävebelastningen och 12 % av den mänskligt orsakade fosforbelastningen. 
Olika länder renar olika stora delar av sitt vatten. Nordamerika renar 90 % medan Europa renar 66 %. Afrikanska länder renar å andra sidan i snitt mindre än 1 % av sitt avloppsvatten. 

### Jordbruk
Jordbruket bidrar till övergödning då mängden gödningsmedel överstiger den näring som växterna behöver vilket leder till att en del av gödningsmedlet inte tas upp. Ungefär hälften av allt antropogent kväve och fosfor från Sverige som når havet har sitt ursprung i jordbruket.
I snitt sköljs 20 % av alla näringsämnen iväg med ytvattnet vilket transporterar näringsämnen till de närliggande områdena. Då gödseln är konstgjord kan den även vaporiseras. Denna förlust kan uppgå till 60 % men tenderar att ligga närmare 40 %.
Dock har jordbrukets läckage av växtnäringsämnen minskat på senare år genom målmedvetet miljöarbete. Dagens läckage av till exempel kväve beräknas ligga på samma nivå som på 1860-talet. 

### Skogsbruk
Kväveläckaget är generellt sett betydligt större på lätta sandjordar än på styvare leror . Detta faktum sätter också skogsbruket i fokus, då större delen av skogarna finns på lätta jordar (inklusive podsoler).
Ytvattnet från nederbörd för med sig näringsämnen som sedan färdas ned till vattendrag i avrinningszonen. Då skog avverkas minskar halten fosfor i marken. Detta leder till ett överskott av andra näringsämnen som i sin tur kan spolas bort med regnvattnet.

### Övriga faktorer
- Biltrafikens utsläpp av kväveoxider
- Minskad areal våtmark (genom bland annat myrodling)
- Svaveldioxid från till exempel förbränning av fossila bränslen eller smältverkens rostning av sulfidhaltiga malmer, i kombination med ammoniak, bidrar till övergödningen. Svaveldioxid är en gas som med atmosfärens syre och vatten omvandlas till svavelsyra. När ammoniak (också en gas) från till exempel jordbrukets stall- och konstgödsel samt från naturliga förmultningsprocesser i markens ytskikt når svavelsyran i molnen reagerar dessa båda ämnen under bildning av ammoniumvätesulfat, som är ett effektivt gödselmedel och sålunda bidrar till övergödningen. [19]
- Avrinningsvatten från gruvor och oljefält[20]
- Orenat avrinningsvatten från industrier[20]
- Vatten från dagvattenbrunnar[20]
- Fiskodlingar[14]

## Åtgärder övergödning
Det finns många åtgärder för minskad övergödning. Mycket görs idag och en del kan göras på sikt eller genom vissa begränsningar.

### Åtgärder som görs

#### Lantbruket
För att minska jordbrukets växtnäringsläckage kan så kallade fånggrödor planteras, jordbearbetningen minskas och vallodlingen ökas. Bra dränering och kalkning samt effektivare gödsling är andra åtgärder kopplade till lantbruk. Ökad transport av fosfor samt minskad denitrifikation av jorden kan dock bli en indirekt följa av dränering.

#### Fosfor- och kväverening
Att fosfor styr den långsiktiga algkoncentrationen framkom genom ett experiment utfört i Kanada under 1970-talet. Det framkom även att minskad kvävetillförsel gynnar alggrupper såsom kvävefixerande cyanobakterier. Botemedel mot övergödning av sjöar ansågs vara minskad fosforbelastning samt rening av fosforutsläpp till sjöar.
I kustområden anses kväve spela en viktig roll och i bräckvattenhav som Östersjön anser många forskare att både kväve- och fosforrening behövs, men även detta har länge varit föremål för intensiva och laddade diskussioner. 

#### Miljömål
Varje år i mars lämnas en årlig uppföljning på miljökvalitetsmålet Ingen övergödning till regeringen där aktuella åtgärder beskrivs. I slutet på varje mandatperiod redovisas vilka investeringar och insatser som gjorts för respektive miljömål. Med befintliga och beslutande styrmedel kommer inte miljökvalitetsmålet Ingen övergödning kunna uppnås.

#### Avloppsavfall
Sedan år 2015 får inte toalettavfall släppas ut från fritidsbåtar direkt till hav, sjöar och övriga vattendrag. Det pågår även ett arbete med att öka åtgärdstakten för små avlopp i många kommuner i landet. 

#### Hushåll
I Sverige förbjöds fosfater i tvättmedel 2008 och i maskindiskmedel 2011. Tvätt- och diskmedel som innehåller fosfater förbjöds inom EU 2012.

### Tänkbara åtgärder

#### Internationell lagstiftning
Luftburet nedfall av övergödande ämnen kommer från främst från fordonstrafik, sjöfart och industrier. Ytterligare beslut som utsläppsbegränsningar på internationell nivå är en tänkbar åtgärd.

#### Ekologisk odling
Satsning på mer ekologiskt jordbruk och användning av naturgödsel bidrar till minskad övergödning. Odling och gödsling i anslutning till varandra bidrar positivt till ett naturligt fosfor- och kvävekretslopp. Man kan även anpassa jordbruksplatser med djurhållning ifrån områden där risken för näringsläckage till hav är stora.

#### Skatter
Avgifter för handelsgödsel samt bekämpningsmedel kan höjas och pengarna återföras till jordbruket och som ersättning för miljöåtgärder. Även ökade miljöavgifter för fartyg med stora kväveutsläpp är en möjlig åtgärd.

### Vad man som privatperson kan göra[26]
- Använda naturgödsel i rabatter och inte gödsla i onödan
- Tvätta bilen på avsedda bilvårdsanläggningar och använd miljömärkta rengöringsmedel
- Lämna alltid miljöfarliga kemikalier till återvinningscentral
- Minska utsläpp av kväveoxider genom aktiv energibesparing
- Köp mindre icke-ekologisk mat